# Laeliopleya
× Laeliopleya, (abreviado Lpya) en el comercio, es un híbrido intergenérico entre los géneros de orquídeas Cattleya × Laeliopsis. Fue publicado en Orchid Rev. 74(873, noh): 3 (1966).